# And Thou Shalt Trust... The Seer
And Thou Shalt Trust... The Seer (tradotto E tu ti fiderai... del veggente) è il primo album della band Haggard. Pubblicato nel 1997 da Drakkar Entertainment. Il tema principale tratta dell'inquisizione in Europa durante il medioevo.

## Tracce
1. The Day as Heaven Wept – 5:46
2. Origin of a Crystal Soul – 5:55
3. Requiem in D-Minor – 2:08
4. In a Pale Moon Shadow – 9:38
5. Cantus Firmus in A-Minor – 2:32
6. De la Morte Noire – 8:02
7. Lost (Robin's Song) – 4:25
8. A Midnight Gathering – 2:59